# Silvester van der Water
Silvester van der Water (Blaricum, 30 september 1996) is een Nederlands voetballer die doorgaans speelt als vleugelspeler. In juli 2025 verruilde hij RKC Waalwijk voor Panionios.

## Clubcarrière
Van der Water speelde in de jeugd van SDO en in 2014 kwam hij terecht hij de opleiding van Almere City. Hier was hij actief, tot hij in 2016 door coach Jack de Gier bij het eerste elftal gehaald werd. De vleugelspeler maakte op 12 februari van dat jaar zijn competitiedebuut. Op die dag hadden doelpunten van Jinty Caenepeel, Jason Oost en Anthony van den Hurk gezorgd voor een stand van 1–2 in de wedstrijd tegen FC Eindhoven. Acht minuten voor tijd verving Van der Water verdediger Travis Brent. De stand zou 1–2 blijven. Op 29 april speelde de linksbuiten zijn derde wedstrijd in de Jupiler League. Almere City speelde thuis tegen Jong PSV en het stond 4–0 voor Almere toen Van der Water in de eenenzeventigste minuut inviel voor Ricardo Kip, die de vierde treffer had gemaakt. Na twee rode kaarten voor Jong PSV (Olivier Rommens en Jordy de Wijs) scoorden Soufyan Ahannach, Jason Oost (tweemaal) en Kip. Na zijn invalbeurt tekende Van der Water achtereen voor de 5–0 en de 6–0. Uiteindelijk werd het nog 7–0 door een tweede doelpunt van Ahannach in de blessuretijd. In januari 2018 verlengde Van der Water zijn verbintenis bij Almere City tot medio 2019.
De vleugelaanvaller maakte in de zomer van 2018 de overstap naar Heracles Almelo, waar hij zijn handtekening zette onder een verbintenis voor de duur van drie seizoenen, met een optie op een jaar extra. Hier kwam hij in tweeënhalf jaar tot negenenvijftig wedstrijden en dertien goals, met als positieve uitschieter de tien goals die hij in het seizoen 2019/20 maakte. In oktober 2020 leek Van der Water te gaan vertrekken naar Orlando City, maar Heracles dwarsboomde de transfer van de vleugelaanvaller. Een paar maanden later kwam de overgang alsnog rond, toen Orlando circa 1,2 miljoen euro betaalde aan Heracles en Van der Water een contract voorschotelde tot en met december 2023. Deze zat hij niet uit, want na anderhalf jaar, vierendertig wedstrijden en drie goals vertrok hij uit Amerika.
Medio 2022 keerde Van der Water terug naar Nederland, waar hij voor drie jaar tekende bij SC Cambuur. Met Cambuur degradeerde hij in zijn eerste seizoen uit de Eredivisie. In oktober 2023 werd hij door trainer Henk de Jong uit de selectie van Cambuur gezet wegens een 'verschil van inzicht'. Nadien speelde hij geen enkele wedstrijd meer voor Cambuur. In februari 2024 werd van der Water voor het resterende seizoen verhuurd aan PEC Zwolle. Tijdens het begin van het seizoen 2024/25 speelde hij nog vier wedstrijden voor Cambuur, voor hij overgenomen werd door RKC Waalwijk. Medio 2025 ging Van der Water voor de tweede keer in het buitenland spelen, nu voor het Griekse Panionios.

## Clubstatistieken
| Seizoen | Club            | Competitie          | Competitie | Competitie | Beker | Beker | Internationaal | Internationaal | Nacompetitie | Nacompetitie | Totaal | Totaal |
| Seizoen | Club            | Competitie          | Wed.       | Dlp.       | Wed.  | Dlp.  | Wed.           | Dlp.           | Wed.         | Dlp.         | Wed.   | Dlp.   |
| ------- | --------------- | ------------------- | ---------- | ---------- | ----- | ----- | -------------- | -------------- | ------------ | ------------ | ------ | ------ |
| 2015/16 | Almere City     | Eerste divisie      | 3          | 2          | 0     | 0     | —              | —              | 1            | 0            | 4      | 2      |
| 2016/17 | Almere City     | Eerste divisie      | 28         | 4          | 1     | 0     | —              | —              | 0            | 0            | 29     | 4      |
| 2017/18 | Almere City     | Eerste divisie      | 25         | 12         | 1     | 0     | —              | —              | 6            | 3            | 32     | 15     |
| 2018/19 | Heracles Almelo | Eredivisie          | 12         | 0          | 0     | 0     | —              | —              | 1            | 0            | 13     | 0      |
| 2019/20 | Heracles Almelo | Eredivisie          | 23         | 7          | 3     | 3     | —              | —              | 0            | 0            | 26     | 10     |
| 2020/21 | Heracles Almelo | Eredivisie          | 18         | 3          | 2     | 0     | —              | —              | 0            | 0            | 20     | 3      |
| 2021    | Orlando City    | Major League Soccer | 28         | 3          | 0     | 0     | 1              | 0              | —            | —            | 29     | 3      |
| 2022    | Orlando City    | Major League Soccer | 4          | 0          | 1     | 0     | —              | —              | —            | —            | 5      | 0      |
| 2022/23 | SC Cambuur      | Eredivisie          | 23         | 1          | 1     | 1     | —              | —              | —            | —            | 24     | 2      |
| 2023/24 | SC Cambuur      | Eerste divisie      | 9          | 3          | 0     | 0     | —              | —              | —            | —            | 9      | 3      |
| 2023/24 | → PEC Zwolle    | Eredivisie          | 12         | 1          | 0     | 0     | —              | —              | —            | —            | 12     | 1      |
| 2024/25 | SC Cambuur      | Eerste divisie      | 4          | 0          | 0     | 0     | —              | —              | —            | —            | 4      | 0      |
| 2024/25 | RKC Waalwijk    | Eredivisie          | 17         | 3          | 3     | 1     | —              | —              | —            | —            | 20     | 4      |
| 2025/26 | Panionios       | Super League 2      | 0          | 0          | 0     | 0     | —              | —              | —            | —            | 0      | 0      |
| Totaal  | Totaal          | Totaal              | 206        | 39         | 12    | 5     | 1              | 0              | 8            | 3            | 227    | 47     |

Bijgewerkt op 22 juli 2025.